# 北京地铁DKZ10型电动车组
北京地铁DKZ10型电动车组是北京地铁的电动车组车款之一，现已退役并被出售。

## 简介
DKZ10型于2005年开始在13号线运营（编号H457），为4编组。每节车厢共4对车门，为内藏门，列车两端拥有紧急出口。不过此列车很少上线运营，多数时间一直作为2号线的车辆限界测试车辆使用，在DKZ5型和DKZ6型陆续扩充为6编组后，列车退出了运营。此后一度作为房山线的冷滑测试车辆用，原存放于回龙观车辆段中。
该列车已于2024年与其他部分退役车辆一同被出售。

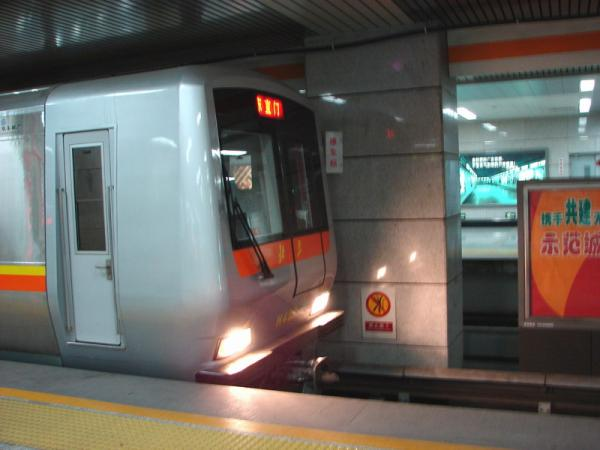
H457号车组停靠于东直门站（2006年）
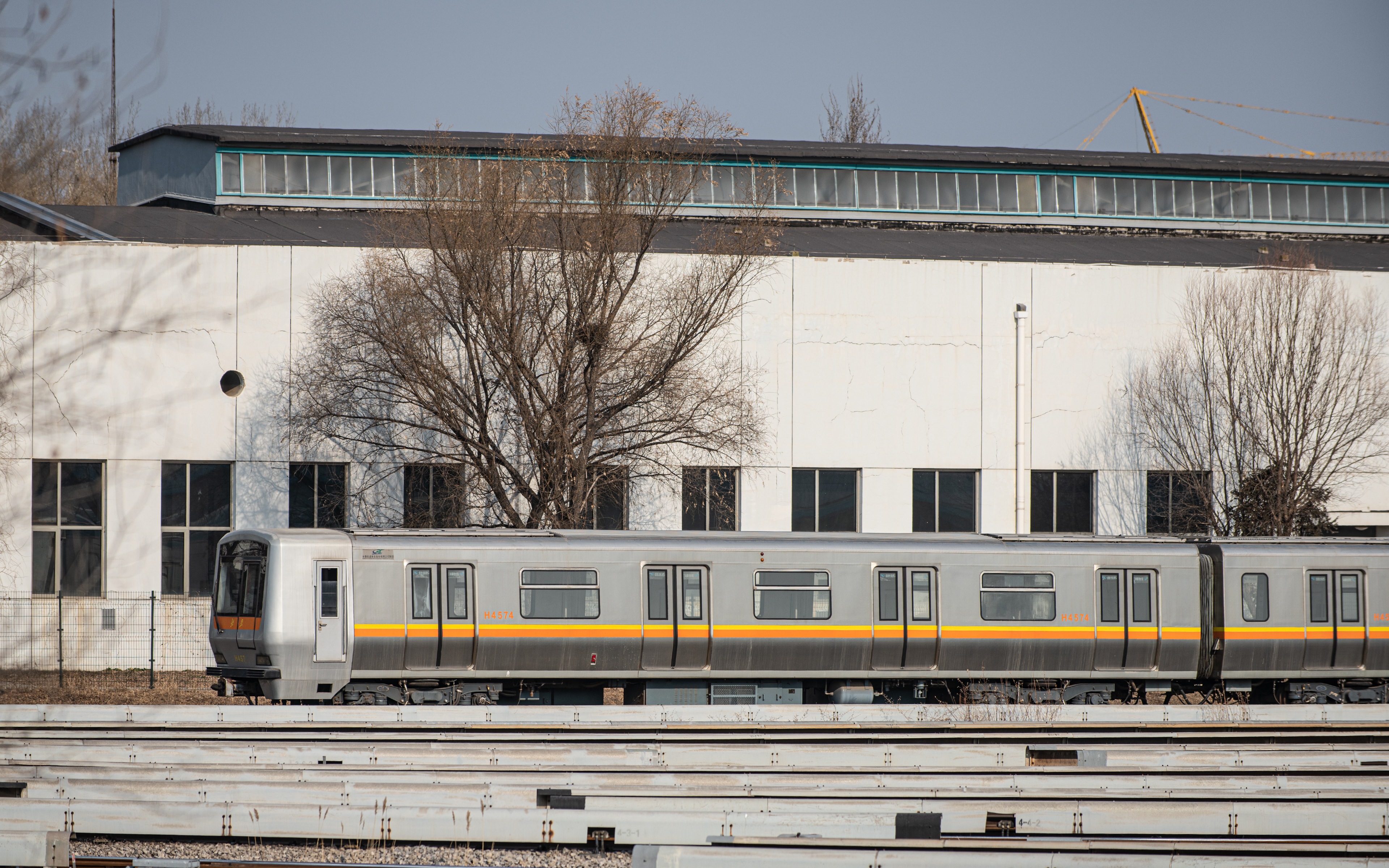
已退役的13号线DKZ10型H457车组，存放于13号线回龙观车辆段

## 编组
|          | DKZ10      |           |           |            |
| 車廂編號 | 1          | 2         | 3         | 4          |
| 集電靴   | 有         | 有        | 有        | 有         |
| 形式區分 | H4571 (Tc) | H4572 (M) | H4573 (M) | H4574 (Tc) |
| 动力单元 | 单元1      | 单元1     | 单元2     | 单元2      |
| 其他設備 |            |           |           |            |
| 安裝機器 | SIV        | CP        | CP        | SIV        |
| 車輛重量 | 30.0t      | 35.0t     | 35.0t     | 30.0t      |
| 載客量   | 226人      | 244人     | 244人     | 226人      |

范例：
- SIV：静式变流器
- CP：電動空氣壓縮機